# علي ميرزائي (لاعب كرة القدم)
علي ميرزائي (بالفارسية: علی میرزایی) ، من مواليد 9 أكتوبر 1942، هو لاعب كرة قدم إيراني معتزل، لعب مباراة واحدة فقط مع المنتخب الإيراني عام 1964، وشارك في تشكيلة المنتخب الإيراني لدورة الألعاب الأولمبية الصيفية التي استضافتها العاصمة اليابانية طوكيو سنة 1964.